# Serrat del Mas
El Serrat del Mas és una muntanya de 737 metres que es troba al municipi d'Olost, a la comarca del Lluçanès.